# Münchener Bach-Chor
Le Münchener Bach-Chor (Chœur Bach de Munich) est un chœur basé à Munich en Bavière. Il a atteint sous la direction de son chef Karl Richter une grande renommée. Depuis 2005, il est dirigé par Hansjörg Albrecht (de).

## Histoire
Le chœur a été créé après la Seconde Guerre mondiale par Wilhelm Kamlah (de) sous le nom de Heinrich-Schütz-Kreis. Après avoir été un temps dirigé par Michael Schneider, en 1951 il a vu arriver à sa tête Karl Richter, qui en 1954 a changé son nom en Münchner Bach-Chor. Sous la direction de Richter, il a produit de nombreux enregistrements radio et CD.
Après la mort brutale de Karl Richter en 1981, Hanns-Martin Schneidt (de) a repris de 1984 à 2001 le poste de directeur artistique. Au début de 2005, le chœur a choisi le jeune chef et organiste Hansjörg Albrecht comme dirigeant.

## Programme
La vocation principale du chœur est l'interprétation de cantates, oratorios, passions et musique a cappella. Les œuvres de Bach sont fortement représentées dans ce répertoire comme l'indique le nom de la chorale. Mais le chœur qui se compose d'environ 80 membres, n'est pas limité aux œuvres de Bach, mais aborde aussi des œuvres d'autres compositeurs de l'époque baroque, classique, romantique et moderne. Le chœur travaille principalement avec le Münchener Bach-Orchester, également fondé par Karl Richter en 1953, ensemble, qui est composé de membres des orchestres de Munich et de professeurs de l'école de musique.